# Empresa Ferroviaria Andina
Empresa Ferroviaria Andina S.A. es una empresa ferroviaria de Bolivia. La empresa opera 2276 km de líneas ferroviarias de ancho métrico en el Altiplano boliviano y ofrece servicios de transporte de pasajeros y de carga. La empresa tiene su sede en La Paz, sede de gobierno de Bolivia.

## Rutas y volumen de tráfico
La ruta de transporte de pasajeros más importante es la de Oruro, a través de Uyuni, hasta Villazón. Los dos trenes Expreso del Sur y Wara Wara del Sur la recorren por la noche. 
Una vez a la semana hay otra conexión desde Uyuni a la frontera chilena por la estación de Avaroa. La segunda ruta a Chile reabrió en 2013 con el ferrocarril Arica-La Paz, con servicio ocasional de pasajeros, a las estaciones fronterizas de Visviri en Chile y Charaña en Bolivia. 
Varias rutas se utilizan exclusivamente para el transporte de mercancías, especialmente para la extracción de mineral de las minas. Esto incluye principalmente la ruta de Río Mulato a Potosí. 
Muchas rutas se han cerrado desde la privatización de los ferrocarriles. Estas incluyen las rutas Potosí - Sucre, Sucre - Tarabuco, Aiquile - Cochabamba, Cochabamba - Oruro, Oruro - La Paz y La Paz - Guaqui. 
La línea La Paz-Guaqui fue renovada en 2007 y en ese momento solo un tren estaba en servicio. 

## Vehículos usados

### Locomotoras
Las dos conexiones Expreso del Sur y Wara Wara del Sur entre Oruro y Villazón, así como la conexión Uyuni - Avaroa, operan con trenes diésel. 
Las locomotoras también se utilizan para transportar mercancías. 
Locomotoras empleadas:  
Hitachi-Mitsubitshi Serie 900. 
Hitachi.Mitsubishi Serie 1000 (adquiridas en 1978). 
Stadler Modelo SALI , una variante del Euro 4000. fueron adquiridas 3 Locomotoras SALI en el año 2019.  

### Ferrobús

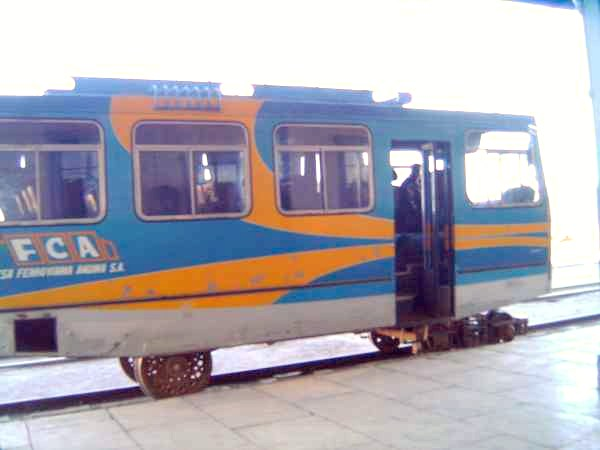
Ferrobús de Ferroviaria Andina en la estación de tren de Potosí

Se utilizaron ferrobuses en las rutas Cochabamba - Aiquile y Sucre - Potosí. En estas rutas se desarrollaron zonas sin buenas conexiones viales para el tráfico local. 
Los vehículos utilizados en estas líneas no fueron diseñados originalmente para uso ferroviario, sino como autobuses de carretera, por lo que se les instalaron unos bogies. El tren de tracción (motor y transmisión) se mantuvo durante la conversión. Por lo tanto, el manejo de un ferrobús es el mismo que el de un transporte terrestre, solo que el volante se retira ya que no se utiliza. Un ferrobús convertido ofrecía espacio para aproximadamente 20-30 personas.   
Con los niveles salariales habituales en América del Sur, es más barato convertir un autobús de carretera que adquirir nuevos vehículos ferroviarios. 
Debido a su larga historia, los ferrobuses a menudo estaban mal motorizados y la ruta a recorrer estaba en malas condiciones. 
La ruta Sucre - Potosí, que atravesaba zonas de interés paisajístico y tenía curvas como en las líneas de ferrocarril alpino (pero sin un túnel cerrado), se reabrió originalmente en 2005 como servicio de transporte turístico. Sin embargo, debido a que el tiempo de viaje es de dos a tres veces mayor que el del autobús o el coche, casi no hay turistas en la ruta. Las agencias de viajes en Bolivia a menudo ni siquiera conocían la posibilidad del ferrobús. 